# Сотников, Александр Павлович
Александр Павлович Сотников (25 марта 1946, Москва — 10 января 2019, Москва) — российский дирижёр, специалист по балетному репертуару. Заслуженный артист Российской Федерации (2001).
Окончил Государственный музыкально-педагогический институт имени Гнесиных и аспирантуру при нём, ученик Арнольда Каца.
Работал в Пермском театре оперы и балета, в Одессе, в Улан-Удэ, сотрудничал с Государственным академическим ансамблем народного танца под руководством Игоря Моисеева.
В 1985—1992 гг. приглашённый дирижёр Большого театра, затем в 1995—2002 гг. штатный дирижёр балетной труппы. В 2000 году участвовал как дирижёр-постановщик в восстановлении на сцене Большого «Дочери фараона» Цезаря Пуни (балетмейстер Пьер Лакотт) — по словам рецензента, заново собрав музыку спектакля из разрозненного исходного материала.
Работал также в Португалии, Японии, Венгрии, Грузии. В 1992 году руководил восстановлением балета Игоря Стравинского «Аполлон Мусагет» на сцене Датского королевского балета.